# Crinum gracile
Crinum gracile là một loài thực vật có hoa trong họ Amaryllidaceae. Loài này được G.Mey. ex C.Presl mô tả khoa học đầu tiên năm 1834.